# Campionato africano maschile di pallacanestro 2021
Il 30º Campionato africano maschile di pallacanestro FIBA (noto anche come FIBA AfroBasket 2021) si è svolto in Ruanda. Inizialmente previsto dal 17 al 29 agosto 2021, la competizione è stata rimandata di due settimane, dal 24 agosto al 5 settembre 2021, a causa della pandemia di COVID-19.

## Sede
Il 24 giugno 2019, FIBA Africa ha annunciato che il Ruanda è stata scelta come sede per AfroBasket 2021, battendo le proposte di Senegal, Costa d'Avorio e Repubblica Democratica del Congo.
| Kigali                 | Kigali (Ruanda) |
| Kigali Arena           | Kigali (Ruanda) |
| Posti a sedere: 10.000 | Kigali (Ruanda) |
|                        | Kigali (Ruanda) |

## Squadre qualificate
Le qualificazioni ad AfroBasket 2021 sono iniziate nel 2020, con nove squadre che si sono affrontate nella fase preliminare, con le quattro squadre eliminate dalle qualificazioni al campionato mondiale.
| Nazione            | Qualificata come        | Data di qualificazione | Pres. | Ult.    | Miglior piazzamento                                                         |
| ------------------ | ----------------------- | ---------------------- | ----- | ------- | --------------------------------------------------------------------------- |
| Ruanda             | Nazione ospitante       | 23 giugno 2019         | 6ª    | 2017    | Nono posto (2009)                                                           |
| Nigeria            | Migliori 3 del gruppo D | 17 febbraio 2021       | 19ª   | 2017    | Campione (2015)                                                             |
| Sudan del Sud      | Migliori 3 del gruppo D | 18 febbraio 2021       | 1ª    | Debutto | Debutto                                                                     |
| Mali               | Migliori 3 del gruppo D | 18 febbraio 2021       | 20ª   | 2017    | Terzo posto (1972)                                                          |
| Senegal            | Migliori 3 del gruppo B | 19 febbraio 2021       | 29ª   | 2017    | Campione (1968, 1972, 1978, 1980, 1997)                                     |
| Costa d'Avorio     | Migliori 3 del gruppo C | 19 febbraio 2021       | 24ª   | 2017    | Campione (1981, 1985)                                                       |
| Tunisia            | Migliori 3 del gruppo A | 19 febbraio 2021       | 23ª   | 2017    | Campione (2011, 2017)                                                       |
| Angola             | Migliori 3 del gruppo B | 19 febbraio 2021       | 21ª   | 2017    | Campione (1989, 1992, 1993, 1995, 1999, 2001, 2003, 2005, 2007, 2009, 2013) |
| Egitto             | Migliori 3 del gruppo E | 20 febbraio 2021       | 24ª   | 2017    | Campione (1962, 1964, 1970, 1975, 1983)                                     |
| Camerun            | Migliori 3 del gruppo C | 20 febbraio 2021       | 10ª   | 2017    | Secondo posto (2007)                                                        |
| Rep. Centrafricana | Migliori 3 del gruppo A | 20 febbraio 2021       | 20ª   | 2017    | Campione (1974, 1987)                                                       |
| RD del Congo       | Migliori 3 del gruppo A | 20 febbraio 2021       | 7ª    | 2017    | Quarto posto (1975)                                                         |
| Kenya              | Migliori 3 del gruppo B | 20 febbraio 2021       | 4ª    | 1993    | Quarto posto (1993)                                                         |
| Guinea             | Migliori 3 del gruppo C | 2 marzo 2021           | 6ª    | 2017    | Quarto posto (1962)                                                         |
| Capo Verde         | Migliori 3 del gruppo E | 8 luglio 2021          | 7ª    | 2015    | Terzo posto (2007)                                                          |
| Uganda             | Migliori 3 del gruppo E | 8 luglio 2021          | 3ª    | 2017    | Tredicesimo posto (2017)                                                    |

## Gruppi
Il sorteggio per la composizione dei gruppi si è svolto il 28 maggio 2021 a Kigali, Ruanda.
Le 16 squadre partecipanti sono state divise in quattro gruppi da quattro squadre ciascuno.
| Gruppo A     | Gruppo B           | Gruppo C       | Gruppo D      |
| ------------ | ------------------ | -------------- | ------------- |
| Ruanda       | Tunisia            | Nigeria        | Senegal       |
| RD del Congo | Rep. Centrafricana | Costa d'Avorio | Camerun       |
| Angola       | Egitto             | Kenya          | Sudan del Sud |
| Capo Verde   | Guinea             | Mali           | Uganda        |

## Fase a gironi
Il calendario della fase a gironi è stato scelto l'8 giugno 2021.
Tutti gli orari si riferiscono al fuso orario (UTC+2).

### Gruppo A
| Pos | Squadra      | G | V | P | PF  | PS  | DP  | Pt | Qualificazione                     |
| --- | ------------ | - | - | - | --- | --- | --- | -- | ---------------------------------- |
| 1   | Capo Verde   | 3 | 2 | 1 | 225 | 215 | +10 | 5  | Quarti di finale                   |
| 2   | Ruanda (H)   | 3 | 2 | 1 | 227 | 218 | +9  | 5  | Qualificazione ai quarti di finale |
| 3   | Angola       | 3 | 1 | 2 | 212 | 206 | +6  | 4  | Qualificazione ai quarti di finale |
| 4   | RD del Congo | 3 | 1 | 2 | 196 | 221 | −25 | 4  |                                    |

| Arbitri: | Kingsley Ojeaburu Hassane Kamate Youssouf Maiga |

|                                 |            |                                             |
| Robeyns 23 Gasana 13 Ndizeye 12 | Punti      | 22 Munanga Shamba 12 Pwono, Sakho 10 Mwamba |
| Gasana 9                        | Assist     | 7 Munanga Shamba                            |
| Kaje 9                          | Rimbalzi   | 9 Sakho                                     |
| Cheikh Sarr                     | Allenatori | Mathias Eckhoff                             |

| Arbitri: | Babacar Gueye Wojciech Liszka Mamadou Diallo |

|                                        |            |                                  |
| Morais 21 Bango 13 Dundao, Gonçalves 8 | Punti      | 20 Tavares 14 Mendonça 12 Xavier |
| Ndoniema 4                             | Assist     | 7 I. Almeida                     |
| Bango 10                               | Rimbalzi   | 18 Tavares                       |
| Josep Clarós                           | Allenatori | Emanuel Trovoada                 |

| Arbitri: | Julio Anaya Redouane Darif Youssouf Maïga |

|                                       |            |                                                  |
| J. Almeida 18 I. Almeida 16 Xavier 14 | Punti      | 19 Pwono 12 Munanga Shamba, Mwamba 7 Fula Nganga |
| Xavier 6                              | Assist     | 8 Munanga Shamba                                 |
| Tavares 10                            | Rimbalzi   | 9 Pwono                                          |
| Emanuel Trovoada                      | Allenatori | Mathias Eckhoff                                  |

| Arbitri: | Babacar Gueye Diallo Mahamadou Mbaye Seye |

|                              |            |                                        |
| Bango 14 Santos 13 Mingas 11 | Punti      | 18 Gasana 10 Mpoyo 9 Ndayisaba Ndizeye |
| Ndoniema 5                   | Assist     | 9 Robeyns                              |
| Bango 16                     | Rimbalzi   | 6 Mpoyo                                |
| Josep Clarós                 | Allenatori | Cheikh Sarr                            |

| Arbitri: | Wojciech Liszka Cherubin Leslie Youssouf Maiga |

|                                               |            |                                  |
| Pwono, J. Sakho 17 Ntambwe 9 Kazumba Mwamba 5 | Punti      | 16 Morais 13 Mingas 11 Gonçalves |
| Munanga Shamba 5                              | Assist     | 5 Dundao                         |
| J. Sakho 11                                   | Rimbalzi   | 8 Dò                             |
| Mathias Eckhoff                               | Allenatori | Josep Clarós                     |

| Arbitri: | Arnold Moseya Redouane Darif Hassane Kamate |

|                                                |            |                                              |
| Kazeneza 18 Mpoyo 13 Nshobozwabyosenumukiza 11 | Punti      | 16 J. Almeida, Mendonça 14 Tavares 12 Xavier |
| Gasana 6                                       | Assist     | 6 Xavier                                     |
| Ibeh 7                                         | Rimbalzi   | 14 Tavares                                   |
| Cheikh Sarr                                    | Allenatori | Emanuel Trovoada                             |

### Gruppo B
| Pos | Squadra            | G | V | P | PF  | PS  | DP  | Pt | Qualificazione                     |
| --- | ------------------ | - | - | - | --- | --- | --- | -- | ---------------------------------- |
| 1   | Tunisia            | 3 | 3 | 0 | 237 | 178 | +59 | 6  | Quarti di finale                   |
| 2   | Egitto             | 3 | 1 | 2 | 231 | 229 | +2  | 4  | Qualificazione ai quarti di finale |
| 3   | Guinea             | 3 | 1 | 2 | 192 | 221 | −29 | 4  | Qualificazione ai quarti di finale |
| 4   | Rep. Centrafricana | 3 | 1 | 2 | 168 | 200 | −32 | 4  |                                    |

| Arbitri: | Cherubin Leslie Mbaye Seye Tonton Banza Kalume |

|                           |            |                                |
| Mejri 17 Roll 14 Abada 10 | Punti      | 9 C. Condé 7 Doumbouya 6 Queta |
| Roll 5                    | Assist     | 5 Sy                           |
| Ben Romdhane, Ghyaza 8    | Rimbalzi   | 6 C. Conde                     |
| Dirk Bauermann            | Allenatori | Željko Zečević                 |

| Arbitri: | Redouane Darif Julio Cesar Anaya Freile Arnold Hloniphizwe Moseya |

|                                   |            |                             |
| Hayes 15 Kouguere 10 Djimrabaye 9 | Punti      | 22 Amin 10 el-Gendi 9 Ahmed |
| Kouguere 4                        | Assist     | 4 el-Gendi                  |
| Hayes, Grebongo 9                 | Rimbalzi   | 6 Mahmoud                   |
| Maxime Zianveni                   | Allenatori | Ahmed Marei                 |

| Arbitri: | Kingsley Ojeaburu Arnold Moseya Jean Ruhamiriza |

|                             |            |                                         |
| Mansaré 19 C. Condé 16 Sy 8 | Punti      | 16 Djimrabaye 16 Kouguere 9 Hayes, Sato |
| Mansaré 4                   | Assist     | 4 Wegscheider                           |
| Sy 12                       | Rimbalzi   | 7 Hayes                                 |
| Željko Zečević              | Allenatori | Maxime Zianveni                         |

| Arbitri: | Wojciech Liszka Leslie Cherubin Hassane Kamate |

|                                |            |                           |
| Amin 17 el-Gendi 14 Metwaly 13 | Punti      | 25 Roll 17 Mejri 14 Abada |
| Metwaly, Shehata 4             | Assist     | 8 Abada                   |
| Ahmed 6                        | Rimbalzi   | 8 Mejri                   |
| Ahmed Marei                    | Allenatori | Dirk Bauermann            |

| Arbitri: | Mbaye Seye Kingsley Ojeaburu Jean Ruhamiriza |

|                                       |            |                                 |
| Amin 21 el-Gendi 15 Oraby, Shousha 10 | Punti      | 25 Mansaré 16 C. Condé 12 Queta |
| Farag 5                               | Assist     | 8 Sy                            |
| Amin 6                                | Rimbalzi   | 8 Queta                         |
| Ahmed Marei                           | Allenatori | Željko Zečević                  |

| Arbitri: | Julio César Anaya Babacar Gueye Mahamadou Diallo |

|                                 |            |                                   |
| Ben Romdhane 21 Abada 10 Roll 7 | Punti      | 14 Kouguere 10 Hayes 8 Djimrabaye |
| Mejri 6                         | Assist     | 4 Mokongo                         |
| el-Mabrouk 5                    | Rimbalzi   | 6 Kouguere, Wegscheider           |
| Dirk Bauermann                  | Allenatori | Maxime Zianveni                   |

### Gruppo C
| Pos | Squadra        | G | V | P | PF  | PS  | DP  | Pt | Qualificazione                     |
| --- | -------------- | - | - | - | --- | --- | --- | -- | ---------------------------------- |
| 1   | Costa d'Avorio | 3 | 3 | 0 | 255 | 205 | +50 | 6  | Quarti di finale                   |
| 2   | Nigeria        | 3 | 2 | 1 | 220 | 205 | +15 | 5  | Qualificazione ai quarti di finale |
| 3   | Kenya          | 3 | 1 | 2 | 197 | 225 | −28 | 4  | Qualificazione ai quarti di finale |
| 4   | Mali           | 3 | 0 | 3 | 206 | 243 | −37 | 3  |                                    |

| Arbitri: | Amr Aboollo Antonio Bernardo Leslie Cherubin |

|                                |            |                                                |
| Emelogu 18 Domingo 16 Utomi 15 | Punti      | 18 Djambo 11 Diarouma, Kanouté, Keita 9 Camara |
| Ndugba 9                       | Assist     | 7 Diarouma                                     |
| Edogi 12                       | Rimbalzi   | 11 Diarouma                                    |
| Mike Brown                     | Allenatori | Boubacar Kanouté                               |

| Arbitri: | Julio Anaya Tonton Banza Tarek Ben Ltaifa |

|                                 |            |                              |
| Costello 20 Fofana 13 Konaté 12 | Punti      | 25 Ongwae 9 Wamukota 8 Odero |
| Diabaté 9                       | Assist     | 6 Khaemba                    |
| Costello, Fofana 8              | Rimbalzi   | 11 Wamukota                  |
| Natxo Lezkano                   | Allenatori | Liz Mills                    |

| Arbitri: | Wael Mostafa Cherubin Leslie Tarek Ben Ltaifa |

|                                      |            |                                              |
| Odero 23 Nyakinda, Okoth 7 Koranga 5 | Punti      | 17 Utomi 10 Mordi 9 Edogi, Ndugba, Ogundiran |
| Ongwae 2                             | Assist     | 6 Domingo                                    |
| Odero 8                              | Rimbalzi   | 8 Domingo                                    |
| Liz Mills                            | Allenatori | Mike Brown                                   |

| Arbitri: | Tonton Banza Kalume Wojciech Liszka Sameh Estafanous |

|                                                    |            |                                  |
| S. Kanouté 19 N. Kanouté 12 Diarouma, Coulibaly 10 | Punti      | 25 Costello 15 Diabaté 11 Fofana |
| S. Kanouté 5                                       | Assist     | 6 Diabaté, Kebe                  |
| Diarouma 8                                         | Rimbalzi   | 12 Costello                      |
| Boubacar Kanouté                                   | Allenatori | Natxo Lezkano                    |

| Arbitri: | Sami Belgharek Cherubin Leslie Jean Ruhamiriza |

|                             |            |                                   |
| Ongwae 16 Ligare 12 Gombe 9 | Punti      | 19 Djambo 12 S. Kanouté 11 Camara |
| Ongwae 7                    | Assist     | 4 S. Kanouté, Kante               |
| Ongwae 11                   | Rimbalzi   | 9 Diarouma                        |
| Liz Mills                   | Allenatori | Boubacar Kanouté                  |

| Arbitri: | Wael Mostafa Sameh Estafanous Redouane Darif |

|                              |            |                                         |
| Emelogu 13 Utomi 12 Edogi 10 | Punti      | 17 Zouzoua 12 Costello, Konaté 8 Fofana |
| Ndugba 6                     | Assist     | 4 Costello, Diabaté, Fofana, Zouzoua    |
| Agu, Emelogu 5               | Rimbalzi   | 6 Costello                              |
| Mike Brown                   | Allenatori | Natxo Lezkano                           |

### Gruppo D
| Pos | Squadra       | G | V | P | PF  | PS  | DP   | Pt | Qualificazione                     |
| --- | ------------- | - | - | - | --- | --- | ---- | -- | ---------------------------------- |
| 1   | Senegal       | 3 | 3 | 0 | 295 | 195 | +100 | 6  | Quarti di finale                   |
| 2   | Sudan del Sud | 3 | 2 | 1 | 183 | 190 | −7   | 5  | Qualificazione ai quarti di finale |
| 3   | Uganda        | 3 | 1 | 2 | 221 | 247 | −26  | 4  | Qualificazione ai quarti di finale |
| 4   | Camerun       | 3 | 0 | 3 | 131 | 198 | −67  | 2  |                                    |

| Kigali 25 agosto 2021, ore 15:00                              | Camerun    | 0 – 20 referto | Sudan del Sud | Kigali Arena |
| \| \| \| \| \| Lazare Adingono \| Allenatori \| Royal Ivey \| |            |                |               |              |
|                                                               |            |                |               |              |
| Lazare Adingono                                               | Allenatori | Royal Ivey     |               |              |

| Arbitri: | Wael Mostafa Sami Belgharek Sameh Estafanous |

|                           |            |                                      |
| Dieng 19 Badio 17 Faye 15 | Punti      | 12 Seiko 9 Zziwa 8 Kaluma, Wainright |
| Henry 8                   | Assist     | 5 Drileba                            |
| Dieng 8                   | Rimbalzi   | 11 Kaluma                            |
| Boniface Ndong            | Allenatori | George Galanopoulos                  |

| Arbitri: | Wael Mostafa Leslie Cherubin Tarek Ben Ltaifa |

|                          |            |                                        |
| Seiko 20 Opong 15 Geu 14 | Punti      | 17 Strawberry 11 Kadji 9 Kome, Nzeulie |
| Wainright 11             | Assist     | 5 Strawberry                           |
| Wainright 12             | Rimbalzi   | 9 Narace                               |
| George Galanopoulos      | Allenatori | Lazare Adingono                        |

| Arbitri: | Arnold Moseya Julio César Anaya Sami Belgharek |

|                                |            |                              |
| Kuany, Deing 17 Wek 13 Makoi 8 | Punti      | 22 Badio 17 Dieng 12 N'Diaye |
| Puot 7                         | Assist     | 7 Badio                      |
| Kuany 9                        | Rimbalzi   | 10 I. Faye                   |
| Royal Ivey                     | Allenatori | Boniface Ndong               |

| Arbitri: | Antonio Bernardo Wojciech Liszka Tonton Banza Kalume |

|                                  |            |                                        |
| Deing 22 Muo 17 Acuoth, Kuany 13 | Punti      | 22 Wainright 17 Opong 14 Kaluma, Seiko |
| Deing 5                          | Assist     | 10 Wainright                           |
| Acuoth 18                        | Rimbalzi   | 12 Wainright                           |
| Royal Ivey                       | Allenatori | George Galanopoulos                    |

| Arbitri: | Julio César Anaya Amr Aboollo Tarek Ben Ltaifa |

|                              |            |                              |
| Dieng 17 Badio 16 I. Faye 13 | Punti      | 14 Bayehe 12 Narace 11 Kadji |
| Badio 6                      | Assist     | 6 Pitard                     |
| Dieng 10                     | Rimbalzi   | 7 Andela                     |
| Boniface Ndong               | Allenatori | Lazare Adingono              |

## Fase a eliminazione diretta

### Tabellone
|  | Qualificazioni | Qualificazioni | Qualificazioni |               |    | Quarti di finale | Quarti di finale | Quarti di finale |  |    | Semifinali                  | Semifinali                  | Semifinali                  |                             |    | Finale         | Finale     | Finale |
|  |                |                |                |               |    |                  |                  |                  |  |    |                             |                             |                             |                             |    |                |            |        |
|  |                |                |                |               |    |                  |                  |                  |  |    |                             |                             |                             |                             |    |                |            |        |
|  |                | C1             | Costa d'Avorio | 98            |    |                  |                  |                  |  |    |                             |                             |                             |                             |    |                |            |        |
|  |                |                |                | 98            |    |                  |                  |                  |  |    |                             |                             |                             |                             |    |                |            |        |
|  |                |                | B3             | Guinea        | 50 |                  |                  |                  |  |    |                             |                             |                             |                             |    |                |            |        |
|  | A2             | Ruanda         | B3             | Guinea        | 50 | 68               |                  |                  |  |    |                             |                             |                             |                             |    |                |            |        |
|  | A2             | Ruanda         |                |               |    | 68               |                  |                  |  |    |                             |                             |                             |                             |    |                |            |        |
|  | B3             | Guinea         | 72             |               |    |                  |                  |                  |  |    |                             |                             |                             |                             |    |                |            |        |
|  | B3             | Guinea         | 72             |               |    |                  |                  |                  |  | C1 | Costa d'Avorio              | 75                          |                             |                             |    |                |            |        |
|  |                |                |                |               |    |                  |                  |                  |  | C1 | Costa d'Avorio              | 75                          |                             |                             |    |                |            |        |
|  |                | D1             | Senegal        | 65            |    |                  |                  |                  |  |    |                             |                             |                             |                             |    |                |            |        |
|  |                | D1             | Senegal        | 65            |    |                  |                  |                  |  |    |                             |                             |                             |                             |    |                |            |        |
|  |                |                |                |               |    |                  |                  |                  |  |    |                             |                             |                             |                             |    |                |            |        |
|  |                |                |                |               |    |                  |                  |                  |  |    |                             |                             |                             |                             |    |                |            |        |
|  |                | D1             | Senegal        | 79            |    |                  |                  |                  |  |    |                             |                             |                             |                             |    |                |            |        |
|  |                |                |                | 79            |    |                  |                  |                  |  |    |                             |                             |                             |                             |    |                |            |        |
|  |                |                | A3             | Angola        | 74 |                  |                  |                  |  |    |                             |                             |                             |                             |    |                |            |        |
|  | B2             | Egitto         | A3             | Angola        | 74 | 62               |                  |                  |  |    |                             |                             |                             |                             |    |                |            |        |
|  | B2             | Egitto         |                |               |    | 62               |                  |                  |  |    |                             |                             |                             |                             |    |                |            |        |
|  | A3             | Angola         | 70             |               |    |                  |                  |                  |  |    |                             |                             |                             |                             |    |                |            |        |
|  | A3             | Angola         | 70             |               |    |                  |                  |                  |  |    |                             |                             |                             |                             | C1 | Costa d'Avorio | 75         |        |
|  |                |                |                |               |    |                  |                  |                  |  |    |                             |                             |                             |                             | C1 | Costa d'Avorio | 75         |        |
|  |                | B1             | Tunisia        | 78            |    |                  |                  |                  |  |    |                             |                             |                             |                             |    |                |            |        |
|  |                | B1             | Tunisia        | 78            |    |                  |                  |                  |  |    |                             |                             |                             |                             |    |                |            |        |
|  |                |                |                |               |    |                  |                  |                  |  |    |                             |                             |                             |                             |    |                |            |        |
|  |                |                |                |               |    |                  |                  |                  |  |    |                             |                             |                             |                             |    |                |            |        |
|  |                | A1             | Capo Verde     | 79            |    |                  |                  |                  |  |    | Incontro per il terzo posto | Incontro per il terzo posto | Incontro per il terzo posto | Incontro per il terzo posto |    |                |            |        |
|  |                |                |                | 79            |    |                  |                  |                  |  |    | Incontro per il terzo posto | Incontro per il terzo posto | Incontro per il terzo posto | Incontro per il terzo posto |    |                |            |        |
|  |                |                | D3             | Uganda        | 71 |                  |                  |                  |  |    |                             |                             |                             |                             |    |                |            |        |
|  | C2             | Nigeria        | D3             | Uganda        | 71 | 68               |                  |                  |  |    |                             |                             | D1                          | Senegal                     | 86 |                |            |        |
|  | C2             | Nigeria        |                |               |    | 68               |                  |                  |  |    |                             |                             | D1                          | Senegal                     | 86 |                |            |        |
|  | D3             | Uganda         | 80             |               |    |                  |                  |                  |  |    |                             |                             |                             |                             |    | A1             | Capo Verde | 73     |
|  | D3             | Uganda         | 80             |               |    |                  |                  |                  |  | A1 | Capo Verde                  | 65                          |                             |                             |    | A1             | Capo Verde | 73     |
|  |                |                |                |               |    |                  |                  |                  |  | A1 | Capo Verde                  | 65                          |                             |                             |    |                |            |        |
|  |                | B1             | Tunisia        | 75            |    |                  |                  |                  |  |    |                             |                             |                             |                             |    |                |            |        |
|  |                | B1             | Tunisia        | 75            |    |                  |                  |                  |  |    |                             |                             |                             |                             |    |                |            |        |
|  |                |                |                |               |    |                  |                  |                  |  |    |                             |                             |                             |                             |    |                |            |        |
|  |                |                |                |               |    |                  |                  |                  |  |    |                             |                             |                             |                             |    |                |            |        |
|  |                | B1             | Tunisia        | 80            |    |                  |                  |                  |  |    |                             |                             |                             |                             |    |                |            |        |
|  |                |                |                | 80            |    |                  |                  |                  |  |    |                             |                             |                             |                             |    |                |            |        |
|  |                |                | D2             | Sudan del Sud | 65 |                  |                  |                  |  |    |                             |                             |                             |                             |    |                |            |        |
|  | D2             | Sudan del Sud  | D2             | Sudan del Sud | 65 | 60               |                  |                  |  |    |                             |                             |                             |                             |    |                |            |        |
|  | D2             | Sudan del Sud  |                |               |    | 60               |                  |                  |  |    |                             |                             |                             |                             |    |                |            |        |
|  | C3             | Kenya          | 58             |               |    |                  |                  |                  |  |    |                             |                             |                             |                             |    |                |            |        |

### Qualificazione ai quarti di finale
| Arbitri: | Wojciech Liszka Kingsley Ojeaburu Tonton Banza Kalume |

|                                               |            |                                  |
| Farag 11 Amin 10 el-Gendi, Shehata, Shousha 7 | Punti      | 16 Morais 13 Gonçalves 9 Buiamba |
| Khalaf 3                                      | Assist     | 4 Gonçalves                      |
| Khalaf 6                                      | Rimbalzi   | 8 Bango                          |
| Ahmed Marei                                   | Allenatori | Josép Claros                     |

| Arbitri: | Antonio Bernardo Julio César Anaya Arnold Moseya |

|                             |            |                                 |
| Gasana 28 Ibeh 10 Robeyns 9 | Punti      | 16 Mansaré 15 C. Condé 13 Queta |
| Robeyns 4                   | Assist     | 6 Sy                            |
| Kazeneza 13                 | Rimbalzi   | 7 Queta                         |
| Cheikh Sarr                 | Allenatori | Željko Zečević                  |

| Arbitri: | Mbaye Seye Wael Mostafa Diallo Mahamadou |

|                              |            |                                            |
| Utomi 23 Domingo 13 Mordi 12 | Punti      | 19 Opong 11 Geu, Kaluma, Wainright 9 Enabu |
| Ndugba 6                     | Assist     | 6 Wainright                                |
| Edogi 7                      | Rimbalzi   | 11 Wainright                               |
| Mike Brown                   | Allenatori | George Galanopoulos                        |

| Arbitri: | Amr Aboollo Tarek Ben Ltaifa Jean Ruhamiriza |

|                            |            |                               |
| Kuany 14 Gatkuoth 10 Muo 9 | Punti      | Odero 18 Ongwae 13 Koranga 10 |
| Makoi 6                    | Assist     | Ongwae 5                      |
| Muo 10                     | Rimbalzi   | Ongwae 10                     |
| Royal Ivey                 | Allenatori | Liz Mills                     |

### Quarti di finale
| Kigali 1 settembre 2021, ore 15:00 | Senegal    | 79 – 74 (17-22, 44-33, 61-55) referto | Angola | Kigali Arena |
| \| \| \| \| \| Badio 14 Dieng, Faye 13 Diallo 9 \| Punti \| 28 Morais 13 Gonçalves 11 Bango \| \| Henry 9 \| Assist \| 3 Bango, Dundao, Gonçalves \| \| Dieng 15 \| Rimbalzi \| 10 Bango \| \| Boniface Ndong \| Allenatori \| Josép Claros \| |            |                                       |        |              |
| |            |                                       |        |              |
| Badio 14 Dieng, Faye 13 Diallo 9 | Punti      | 28 Morais 13 Gonçalves 11 Bango       |        |              |
| Henry 9 | Assist     | 3 Bango, Dundao, Gonçalves            |        |              |
| Dieng 15 | Rimbalzi   | 10 Bango                              |        |              |
| Boniface Ndong | Allenatori | Josép Claros                          |        |              |

| Kigali 1 settembre 2021, ore 18:00 | Costa d'Avorio | 98 – 50 (23-13, 55-24, 81-37) referto | Guinea | Kigali Arena |
| \| \| \| \| \| Costello, Konaté 14 Zouzoua 13 Fofana 12 \| Punti \| 13 Sy 7 Keita 6 Diaby \| \| Diabaté 6 \| Assist \| 3 C. Condé, Doumbouya \| \| Costello 9 \| Rimbalzi \| 7 Sy \| \| Natxo Lezkano \| Allenatori \| Željko Zečević \| |                |                                       |        |              |
| |                |                                       |        |              |
| Costello, Konaté 14 Zouzoua 13 Fofana 12 | Punti          | 13 Sy 7 Keita 6 Diaby                 |        |              |
| Diabaté 6 | Assist         | 3 C. Condé, Doumbouya                 |        |              |
| Costello 9 | Rimbalzi       | 7 Sy                                  |        |              |
| Natxo Lezkano | Allenatori     | Željko Zečević                        |        |              |

| Arbitri: | Tonton Banza Kalume Wojciech Liszka Diallo Mahamadou |

|                           |            |                         |
| Mejri 20 Abada 18 Roll 17 | Punti      | 14 Ring 13 Acuoth 9 Muo |
| Roll 7                    | Assist     | 6 Gatkuoth              |
| Ben Romdhane 12           | Rimbalzi   | 6 Acuoth                |
| Dirk Bauermann            | Allenatori | Royal Ivey              |

| Arbitri: | Hassane Kamate Wael Mostafa Diallo Mahamadou |

|                                    |            |                                |
| Tavares 23 J. Almeida 17 Xavier 16 | Punti      | 21 Kaluma 13 Wainright 9 Seiko |
| Xavier 8                           | Assist     | 6 Seiko                        |
| Tavares 15                         | Rimbalzi   | 8 Geu, Wainright               |
| Emanuel Trovoada                   | Allenatori | George Galanopoulos            |

### Semifinali
| Arbitri: | Kingsley Ojeaburu Sameh Estafanous Jean Ruhamiriza |

|                                    |            |                                                    |
| Tavares 16 I. Almeida 13 11 Mendes | Punti      | 16 Ben Romdhane 14 Abada, Mejri, Roll 9 el-Mabrouk |
| Xavier 7                           | Assist     | 10 Roll                                            |
| Tavares 8                          | Rimbalzi   | 10 Ben Romdhane                                    |
| Emanuel Trovoada                   | Allenatori | Dirk Bauermann                                     |

| Arbitri: | Tonton Banza Kalume Antonio Bernardo Wojciech Liszka |

|                                   |            |                                    |
| Costello 17 Zouzoua 15 Diabaté 14 | Punti      | 24 Dieng 15 Badio 7 M. Faye, Henry |
| Diabaté, Kebe 3                   | Assist     | 8 Henry                            |
| Edi 14                            | Rimbalzi   | 11 Dieng                           |
| Natxo Lezkano                     | Allenatori | Boniface Ndong                     |

### Finale 3º/4º posto
| Arbitri: | Sami Belgharek Amr Aboollo Jean Ruhamiriza |

|                                            |            |                                           |
| Dieng 30 Badio, M. Faye, Ndoye 11 Ndiaye 9 | Punti      | 18 Tavares 17 J. Almeida 8 Mendes, Xavier |
| Henry 7                                    | Assist     | 9 Xavier                                  |
| Dieng 12                                   | Rimbalzi   | 14 Tavares                                |
| Boniface Ndong                             | Allenatori | Emanuel Trovoada                          |

### Finale
| Arbitri: | Antonio Bernardo Wojciech Liszka Tonton Banza Kalume |

|                                            |            |                           |
| Diabaté 20 Kebe 10 Costello, Edi, Fofana 9 | Punti      | 22 Mejri 18 Roll 10 Abada |
| Kebe 4                                     | Assist     | 5 el-Mabrouk              |
| Costello 8                                 | Rimbalzi   | 10 Ben Romdhane           |
| Natxo Lezkano                              | Allenatori | Dirk Bauermann            |

| Quintetto titolare | Quintetto titolare | Quintetto titolare | Pt   | Rim  | Ass  |
| ------------------ | ------------------ | ------------------ | ---- | ---- | ---- |
| P                  | 5                  | Jean-François Kebe | 10   | 3    | 4    |
| G                  | 13                 | Nisré Zouzoua      | 8    | 3    | 3    |
| A                  | 14                 | Guy Edi            | 9    | 5    | 1    |
| AP                 | 12                 | Vafessa Fofana     | 9    | 4    | 2    |
| C                  | 24                 | Matt Costello      | 9    | 8    | 0    |
| Panchina:          |                    |                    |      |      |      |
| GA                 | 6                  | Bryan Pamba        | 0    | 0    | 0    |
| PG                 | 8                  | Stéphane Konaté    | 8    | 3    | 1    |
| A                  | 10                 | Souleyman Diabaté  | 20   | 3    | 2    |
| AC                 | 15                 | Jacques Kouassi    | n.e. | n.e. | n.e. |
| AC                 | 16                 | Bali Coulibaly     | 0    | 3    | 0    |
| G                  | 19                 | Lionel Kouadio     | n.e. | n.e. | n.e. |
| G                  | 23                 | Cédric Bah         | 2    | 2    | 1    |
| Allenatore:        |                    |                    |      |      |      |
| Natxo Lezkano      |                    |                    |      |      |      |

| Costa d'Avorio |  | Tunisia |

| Costa d'Avorio | Statistiche        | Tunisia       |
| -------------- | ------------------ | ------------- |
|                | Statistiche        |               |
| 12/38 (31.6%)  | Tiro da 2          | 23/41 (56.1%) |
| 12/26 (46.2%)  | Tiro da 3          | 7/25 (28.0%)  |
| 15/19 (78.9%)  | Tiri liberi        | 11/16 (68.8%) |
| 13             | Rimbalzi offensivi | 13            |
| 25             | Rimbalzi difensivi | 28            |
| 38             | Rimbalzi totali    | 41            |
| 14             | Assist             | 20            |
| 15             | Palle perse        | 12            |
| 5              | Palle rubate       | 9             |
| 3              | Stoppate           | 7             |
| 21             | Falli              | 16            |

| Quintetto titolare | Quintetto titolare | Quintetto titolare  | Pt   | Rim  | Ass  |
| ------------------ | ------------------ | ------------------- | ---- | ---- | ---- |
| P                  | 4                  | Omar Abada          | 10   | 2    | 1    |
| G                  | 20                 | Michael Roll        | 18   | 2    | 9    |
| AG                 | 12                 | Makram Ben Romdhane | 8    | 10   | 3    |
| C                  | 45                 | Radhouane Slimane   | 6    | 2    | 1    |
| C                  | 50                 | Salah Mejri         | 22   | 5    | 0    |
| Panchina:          |                    |                     |      |      |      |
| P                  | 1                  | Oussama Marnaoui    | n.e. | n.e. | n.e. |
| P                  | 3                  | Achref Gannouni     | 0    | 1    | 0    |
| AG                 | 5                  | Ziyed Chennoufi     | 0    | 2    | 0    |
| G                  | 7                  | Mourad el-Mabrouk   | 7    | 5    | 5    |
| C                  | 11                 | Mokhtar Ghyaza      | 7    | 7    | 1    |
| G                  | 14                 | Amrou Bouallegue    | 0    | 1    | 0    |
| C                  | 32                 | Ahmed Addami        | n.e. | n.e. | n.e. |
| Allenatore:        |                    |                     |      |      |      |
| Dirk Bauermann     |                    |                     |      |      |      |

## Classifica finale
| Posizione | Nazione            | Rosa |
| --------- | ------------------ | --- |
| Oro       | Tunisia            | Tunisia1 Marnaoui, 3 Gannouni, 4 Abada, 5 Chennoufi, 7 el-Mabrouk, 11 Ghyaza, 12 Ben Romdhane, 14 Bouallegue, 20 Roll, 32 Addami, 45 Slimane, 50 Mejri, All. Dirk Bauermann                 |
| Argento   | Costa d'Avorio     | Costa d'Avorio5 Kebe, 6 Pamba, 8 Konaté, 10 Diabaté, 12 Fofana, 13 Zouzoua, 14 Edi, 15 Kouassi, 16 Coulibaly, 19 Kouadio, 23 Bah, 24 Costello, All. Natxo Lezkano                           |
| Bronzo    | Senegal            | Senegal0 Badio, 1 Ndour, 2 Diallo, 6 M. Faye, 7 Diop, 8 Dime, 9 N'Diaye, 12 Touré, 14 Dieng, 15 Ndoye, 20 Henry, 28 I. Faye, All. Boniface Ndong                                            |
| 4         | Capo Verde         | Capo Verde0 Lima, 5 Xavier, 6 I. Almeida, 7 Mendonça, 8 Correia, 9 J. Almeida, 10 Mendes, 11 Abreu, 13 Condé, 14 Lopes, 15 Coronel, 22 Tavares, All. Emanuel Trovoada                       |
| 5         | Angola             | Angola3 Gonçalves, 5 Dundão, 6 Morais, 7 Pedro, 8 Jilson, 9 Paulo, 11 Dó, 13 Gakou, 14 Ndoniema, 15 Mingas, 16 Santos, 19 Buiamba, All. Josep Clarós                                        |
| 6         | Uganda             | Uganda2 Seiko, 4 Drileba, 5 Enabu, 6 Opong, 7 Zziwa, 8 Komakech, 9 Geu, 10 Okello, 11 Odeke, 12 Rwahwire, 13 Wainright, 15 Kaluma, All. George Galanopoulos                                 |
| 7         | Sudan del Sud      | Sudan del Sud0 Puot, 2 Wek, 4 Gatkuoth, 5 Madut, 6 Deing, 8 Kuany, 9 Muo, 10 Puondak, 12 Acuoth, 15 Mayot, 20 Makoi, 21 Bar, All. Royal Ivey                                                |
| 8         | Guinea             | Guinea0 Mara, 1 Sylla, 2 Diaby, 5 Lesbarrères, 7 Sy, 10 Mansaré, 13 Keita, 14 D. Conde, 21 Doumbouya, 23 C. Condé, 24 Fofana, 35 Queta, All. Željko Zečević                                 |
| 9         | Kenya              | Kenya4 Khaemba, 5 Ligare, 6 Mutoro, 7 Bosire, 8 Okoth, 9 Ongwae, 10 Odero, 11 Nyakinda, 12 Owili, 13 Gombe, 14 Wamukota, 15 Koranga, All. Liz Mills                                         |
| 10        | Ruanda             | Ruanda4 Nshobozwabyosenumukiza, 5 Habimana, 6 Hagumintwari, 7 Sangwe, 8 Kazeneza, 9 Ndayisaba Ndizeye, 10 Shyaka, 11 Mpoyo, 12 Gasana, 13 Kaje, 16 Ibeh, 17 Robeyns, All. Cheikh Sarr       |
| 11        | Egitto             | Egitto0 Metwaly, 4 Amin, 5 el-Gendi, 8 Farag, 10 Mahmoud, 12 Shousha, 13 Shehata, 14 Kejo, 22 Khalaf, 42 Ahmed, 44 Hesham, 55 Oraby, All. Ahmed Marei                                       |
| 12        | Nigeria            | Nigeria0 Ogundiran, 3 Emelogu, 4 Utomi, 5 Omogbo, 11 Ndugba, 12 Agu, 13 Mordi, 14 Edogi, 15 Koko, 18 Nwafor, 22 Benjamin, 31 Domingo, All. Mike Brown                                       |
| 13        | RD del Congo       | RD del Congo5 Pwono, 6 Lufile, 7 Munanga, 10 H. Sakho, 13 Mutomb, 15 Fulla, 18 J. Sakho, 22 Munsi, 23 Mwamba, 32 Kibi, 34 Kande, 35 Ntambwe, All. Mathias Eckhoff                           |
| 14        | Rep. Centrafricana | Rep. Centrafricana5 Hayes, 6 Mokongo, 7 Wegscheider, 8 Grebongo, 10 Sato, 11 Zachée, 12 Perriere, 13 Kouguere, 15 Djimrabaye, 16 Nganafio Sokambi, 27 Nambaï, 41 Ngoy, All. Maxime Zianveni |
| 15        | Mali               | Mali3 Kanté, 4 S. Kanouté, 7 Djambo, 9 Tandina, 11 Camara, 12 Coulibaly, 13 Diarouma, 16 Keïta, 20 Sissouma, 23 Traore, 45 N. Kanouté, 99 Sidibé, All. Boubacar Kanouté                     |
| 16        | Camerun            | Camerun7 Pitard, 8 Gbetkom, 9 Nzeulie, 11 Tchoubaye, 12 Mouaha, 13 Narace, 15 Kome, 23 Mbala, 24 Strawberry, 26 Bayehe, 34 Andela, 35 Kadji, All. Lazare Adingono                           |

## Statistiche

### Giocatori
Statistiche aggiornate al 5 settembre 2021.
Punti
| Giocatore      | PPG  |
| -------------- | ---- |
| Gorgui Dieng   | 20.0 |
| Ehab Amin      | 17.5 |
| Carlos Morais  | 16.8 |
| Walter Tavares | 16.8 |
| Daniel Utomi   | 16.3 |

Rimbalzi
| Giocatore      | RPG  |
| -------------- | ---- |
| Walter Tavares | 14.2 |
| Gorgui Dieng   | 10.5 |
| Jilson Bango   | 9.6  |
| Ish Wainright  | 9.4  |
| Benke Diarouma | 9.3  |

Assist
| Giocatore     | APG |
| ------------- | --- |
| Pierriá Henry | 7.4 |
| Maxi Munanga  | 6.7 |
| Jeff Xavier   | 6.6 |
| Ish Wainright | 6.4 |
| Ikenna Ndugba | 6.0 |

Stoppate
| Giocatore       | BPG |
| --------------- | --- |
| Walter Tavares  | 4.0 |
| Prince Ibeh     | 3.0 |
| Kevarrius Hayes | 3.0 |
| Deng Geu        | 2.4 |
| Deng Acuoth     | 2.3 |

Palle rubate
| Giocatore           | SPG |
| ------------------- | --- |
| Ehab Amin           | 4.8 |
| Siriman Kanouté     | 3.0 |
| Kenny Gasana        | 2.8 |
| Henry Pwono         | 2.7 |
| Makram Ben Romdhane | 2.6 |

Efficienza
| Giocatore      | EFFPG |
| -------------- | ----- |
| Walter Tavares | 31.0  |
| Gorgui Dieng   | 25.0  |
| Matt Costello  | 24.7  |
| Salah Mejri    | 20.8  |
| Ish Wainright  | 18.8  |

### Squadre
Statistiche aggiornate al 5 settembre 2021.
Punti
| Giocatore      | PPG  |
| -------------- | ---- |
| Senegal        | 87.5 |
| Costa d'Avorio | 83.8 |
| Tunisia        | 79.0 |
| Capo Verde     | 75.4 |
| Uganda         | 74.4 |

Rimbalzi
| Giocatore      | RPG  |
| -------------- | ---- |
| Kenya          | 52.3 |
| Senegal        | 49.2 |
| Costa d'Avorio | 48.7 |
| Capo Verde     | 48.6 |
| Angola         | 43.8 |

Assist
| Giocatore      | APG  |
| -------------- | ---- |
| Senegal        | 22.5 |
| Costa d'Avorio | 21.5 |
| Tunisia        | 21.4 |
| Uganda         | 21.2 |
| Ruanda         | 20.3 |

Stoppate
| Giocatore  | BPG |
| ---------- | --- |
| Senegal    | 6.0 |
| Capo Verde | 5.4 |
| Ruanda     | 5.3 |
| Kenya      | 4.5 |
| Tunisia    | 4.4 |
| Uganda     | 4.4 |

Palle rubate
| Giocatore    | SPG  |
| ------------ | ---- |
| Mali         | 13.3 |
| Egitto       | 13.3 |
| Nigeria      | 11.8 |
| Tunisia      | 11.0 |
| RD del Congo | 11.0 |

Efficienza
| Giocatore      | EFFPG |
| -------------- | ----- |
| Senegal        | 107.0 |
| Costa d'Avorio | 99.7  |
| Tunisia        | 94.8  |
| Capo Verde     | 86.8  |
| Ruanda         | 82.3  |

## Premi
Il miglior quintetto della manifestazione è stato scelto il 5 settembre 2021.
| All-Star Team            | All-Star Team | All-Star Team                                   |
| Guardie                  | Ali           | Centro                                          |
| ------------------------ | ------------- | ----------------------------------------------- |
| Omar Abada               | Matt Costello | Makram Ben Romdhane Gorgui Dieng Walter Tavares |
| MVP: Makram Ben Romdhane |               |                                                 |